# Myrmornis torquata
Myrmornis torquata là một loài chim trong họ Thamnophilidae, là loài duy nhất trong chi Myrmornis. Loài này có ở Brasil, Colombia, Ecuador, Guiana thuộc Pháp, Guyana, Nicaragua, Panama, Peru, Suriname, và Venezuela. Môi sinh của nó là các khu rừng đất thấp ẩm nhiệt đới hoặc cận nhiệt đới.